# Alexandre Bonin
Pour les articles homonymes, voir Bonin.
Henri Marie Alexandre Bonin, né à Paris le 11 mars 1876, où il est mort le 7 septembre 1943, est un peintre français.

## Biographie
Alexandre Bonin expose en 1927 et 1928 au Salon des indépendants des natures-mortes et des paysages.
Il épouse en 1920 Jeanne Pissarro (dite Cocotte, 1881–1948), la fille du peintre impressionniste Camille Pissarro, et est le père de Henri Bonin-Pissarro et Claude Bonin-Pissarro.
Il est inhumé au cimetière du Père-Lachaise (division 49).